# Pueblo kristang
Los Kristang (también conocidos como "portugueses-euroasiáticos" o "portugueses de Malaca") son un grupo étnico criollo e indígena de ascendencia principalmente portuguesa y malaya, con una importante ascendencia holandesa, británica, judía, china e india. Se encuentran principalmente en Malasia, Singapur y Australia, debido a la importante emigración registrada en la segunda mitad del siglo XX.

## Características e historia
Las personas de esta etnia también tienen, además de malayos y portugueses, ascendencia holandesa a raíz de los matrimonios mixtos, algo común entre los kristang. Además, debido a la persecución de la Inquisición portuguesa en la región, muchos judíos de Malaca se integraron a la comunidad kristang. El grupo criollo surgió en la Malaca portuguesa (parte de la actual Malasia) entre los siglos XVI y XVII, cuando la ciudad era puerto y base del Imperio portugués. Hoy en día, el gobierno de Malasia los clasifica como portugueses-euroasiáticos; en Singapur, se les conoce principalmente como Kristang. Además, elementos de la cultura e identidad Kristang, especialmente el idioma Kristang, que está clasificado como en peligro crítico por el Libro Rojo de las Lenguas Amenazadas de la UNESCO, están experimentando una revitalización lingüística y cultural tanto en Malasia como en Singapur. El actual decimotercer Kabesa o líder singular no hereditario de la comunidad a nivel mundial y en Singapur es el escritor de ciencia ficción y lingüista singapurense Kristang Kevin Martens Wong, mientras que el actual Regedor o jefe del Asentamiento portugués de Malaca, el centro original, geográfico, cultural y espiritual de la identidad portuguesa de Malaca, es Oliver López.
Los académicos creen que la comunidad Kristang se originó en parte a partir de enlaces y matrimonios entre hombres portugueses (marineros, soldados, comerciantes, etc.) y mujeres nativas locales. Los hombres llegaron a Malaca durante la época de las exploraciones portuguesas, y en los primeros años coloniales las mujeres portuguesas no se asentaron en la colonia. Hoy en día, los matrimonios mixtos son más frecuentes entre Kristangs y personas de etnia china e india que malaya debido a las leyes religiosas endogámicas. Estas exigen que los no musulmanes que deseen casarse con malayos musulmanes primero se conviertan al islam. Los euroasiáticos no siempre están dispuestos a alterar su identidad religiosa y cultural de esta manera. En siglos anteriores, los portugueses y los malayos locales podían casarse sin dichas conversiones, porque las leyes religiosas no se aplicaban. Hoy en día, el idioma malayo, o "Bahasa Melayu", ha cambiado para incorporar muchas palabras del Kristang. Por ejemplo, "garfu" (portugués: "garfo") es Kristang para "tenedor" y "almari" (portugués: "armário") es Kristang para "armario"; el idioma malayo incorporó estas palabras Kristang en su totalidad.
El nombre "Kristang" a veces se usa incorrectamente para designar a otras personas de ascendencia europea y asiática que actualmente residen en Malasia y Singapur. Esto incluye a personas de ascendencia portuguesa que no formaron parte de la comunidad histórica de Kristang, así como a personas con otros orígenes europeos, como los holandeses o los británicos.
El nombre proviene del criollo portugués «Kristang» ("cristiano"), derivado del portugués «Cristão». Un término despectivo para la comunidad portuguesa de Malaca era «Grago» o «Gragok» (término coloquial para el portugués «camarão» [camarón], en referencia a que los malaqueños portugueses eran tradicionalmente pescadores de camarones). En la lengua materna, también se llaman a sí mismos "Gente Kristang" ("pueblo cristiano").